# Fejer Ib
Fejer Ib er en dansk dokumentarfilm fra 1972, der er instrueret af Ira Brenner.

## Handling
Filmen er et portræt af skorstensfejer Ib Larsen, optaget i september 1971 i København. Filmen viser Ib på arbejde, samtidig med at han fortæller om sit arbejde og sig selv. I filmen er der også fotografier af skorstensfejere fra århundredeskiftet, som giver en god miljøbeskrivelse.